# 페이트/그랜드 오더 신성원탁영역 카멜롯
《페이트/그랜드 오더 신성원탁영역 카멜롯》은 게임 Fate/Grand Order에 원작한 일본의 애니메이션 영화이다.
- 페이트/그랜드 오더 신성원탁영역 카멜롯 완더링; 아가트람 : 2020년 12월 5일에 개봉한 일본의 애니메이션, 액션, 판타지 영화이다.
- 페이트/그랜드 오더 신성원탁영역 카멜롯 팔라딘; 아가트람 : 2021년 5월 15일에 개봉한 일본의 애니메이션, 액션, 판타지 영화이다.